# Louise Bawden
Louise Bawden (Melbourne, 7 augustus 1981) is een voormalig volleybal- en beachvolleybalspeelster uit Australië. In die laatste discipline werd ze driemaal Aziatisch kampioen. Daarnaast nam ze in totaal deel aan drie Olympische Spelen; in 2000 maakte ze deel uit van de zaalploeg en in 2012 en 2016 speelde ze op het strand.

## Carrière

### 1998 tot en met 2004
Bawden begon op zestienjarige leeftijd met volleybal. Van 1998 tot en met 2004 kwam ze uit voor de nationale ploeg. In die hoedanigheid nam ze in 2000 deel aan de Olympische Spelen in eigen land en in 2002 aan het wereldkampioenschap in Duitsland. Bij beide toernooien strandden de Australische vrouwen in de groepsfase. Daarnaast speelde Bawden van 2000 tot en met 2003 voor AMVJ Amstelveen in de Nederlandse Eredivisie. Ze beëindigde tijdelijk haar sportieve carrière, nadat de Australische ploeg zich niet wist te kwalificeren voor de Spelen van 2004 in Athene. Ze studeerde journalistiek aan Griffith University in Gold Coast en ging vervolgens in dat werkveld aan de slag.

### 2008 tot en met 2012
Toen ze in 2008 als toeschouwer bij de Spelen van Peking was, besloot Bawden om een terugkeer in de sport te maken. Het jaar daarop vormde ze in eerste instantie een beachvolleybalduo met Alice Rohkamper. Na vijf wedstrijden in de FIVB World Tour gespeeld te hebben, wisselde Bawden van partner naar Becchara Palmer met wie ze tot 2012 een team zou vormen. In 2009 deed het tweetal nog mee aan vier internationale toernooien met onder meer een tweede plaats in Stare Jabłonki en een vijfde plaats in Kristiansand als resultaat. Datzelfde jaar werd Bawden door de FIVB uitgeroepen tot 'Rookie of the Year'. Het daaropvolgende seizoen namen Bawden en Palmer deel aan twaalf toernooien in de mondiale competitie met twee negende plaatsen als beste resultaat (Marseille en Stare Jabłonki).
In 2011 deden ze mee aan de wereldkampioenschappen in Rome. Het duo ging als groepswinnaar door naar de zestiende finale die gewonnen werd van het Chinese tweetal Huang Ying en Yue Yuan, maar werd in de achtste finale uitgeschakeld door Hana Klapalová en Lenka Hajecková uit Tsjechië. Bij de overige tien wedstrijden in de World Tour kwamen ze tot een vierde (Phuket) en twee negende plaatsen (Brasilia en Shanghai). Daarnaast bereikte het tweetal de kwartfinale van Aziatische kampioenschappen in Haikou waar Zhang Changning en Ma Yuanyuan te sterk waren. Het jaar daarop waren ze samen actief op zeven FIVB-toernooien. Daarbij behaalden ze zes toptienklasseringen waaronder twee vijfde plaatsen (Sanya en Moskou). Bij de Olympische Spelen in Londen kwamen Bawden en Palmer na drie nederlagen niet verder dan de groepsfase. Na afloop deed Bawden met Tamsin Hinchley nog mee aan het Grand Slam-toernooi van Stare Jabłonki.

### 2013 tot en met 2017
Van 2013 tot en met 2017 vormde Bawden een team met Taliqua Clancy. Het eerste jaar wonnen ze verschillende toernooien in de nationale en continentale competitie. In de World Tour speelden ze elf reguliere toernooien met een vijfde plaats in Moskou als beste resultaat. Bij de WK in Stare Jabłonki bereikten ze de zestiende finale waar ze werden uitgeschakeld door het Spaanse duo Liliana Fernández en Elsa Baquerizo. Het seizoen daarop wonnen Bawden en Clancy in Jinjiang de Aziatische titel tegen het Thaise duo Varapatsorn Radarong en Tanarattha Udomchavee. Daarnaast nam het tweetal deel aan negen FIVB-toernooien waarbij ze twee vijfde plaatsen behaalden (Berlijn en Long Beach). In 2015 bereikten ze bij de WK in Nederland de kwartfinale die verloren werd van het Braziliaanse duo Taiana Lima en Fernanda Alves. Bij de negen overige FIVB-toernooien haalden ze zeven toptienklasseringen; in Poreč eindigden ze als derde en in Long Beach als vierde. Daarnaast prolongeerden Bawden en Clancy in Hongkong hun Aziatische titel tegen het Vanuatuaanse tweetal Linline Matauatu en Miller Pata.
In 2016 speelden ze in aanloop naar de Olympische Spelen in Rio de Janeiro zeven internationale wedstrijden. Ze behaalden vijf toptienklasseringen met onder meer een vierde plaats in Vitória en een vijfde plaats in Hamburg. In Rio eindigde het duo als vijfde nadat het in de kwartfinale werd uitgeschakeld door het Amerikaanse tweetal April Ross en Kerri Walsh Jennings. Ze sloten het seizoen af met een vijfde plaats bij de World Tour Finals in Toronto. Het jaar daarop wonnen ze in Songkhla voor de derde keer de Aziatische titel door het Chinese duo Yue en Wang Fan in de finale te verslaan. In de zes FIVB-wedstrijden in aanloop naar de WK in Wenen behaalden ze enkel toptienplaatsen. In Wenen werden Bawden en Clancy in de zestiende finale uitgeschakeld door de Brazilianen Maria Antonelli en Carolina Solberg Salgado. Daarnaast speelde Bawden aan het begin van het seizoen twee wedstrijden met Nicole Laird – een tweede plaats in Sydney – en aan het eind van jaar vier wedstrijden met Jessyka Ngauamo – vijfde plaatsen in Qinzhou en Sydney. Na afloop van het seizoen beëindigde Bawden haar beachvolleybalcarrière.

## Palmares
Kampioenschappen
- 2011: 9e WK
- 2014:  AK
- 2015: 5e WK
- 2015:  AK
- 2016: 5e OS
- 2017:  AK

FIVB World Tour
- 2009:  Stare Jabłonki Open
- 2015:  Poreč Majors
- 2017:  2* Sydney